# Glen Haven (Wisconsin)
Glen Haven – jednostka osadnicza w Stanach Zjednoczonych, w stanie Wisconsin, w hrabstwie Grant.